# Lamenha Pequena
Lamenha Pequena é um bairro da cidade brasileira de Curitiba, Paraná. 
No final do século XIX, quando a localidade pertencia a "colônia Lamenha", sua população era de 643 habitantes, divididos em 139 lotes e ao longo de mais de cem anos, a população do bairro pouco cresceu, pois a sua estimativa no censo de 2000, foi de 701 moradores. 

## História
A origem do bairro está ligada à antiga colônia Lamenha, fundada em 1876 por imigrantes poloneses prussianos, em sua maioria. A colônia foi dividida em "Lamenha Pequena" e "Lamenha Grande" e ocupava terras em dois municípios: Curitiba e Almirante Tamandaré, ao lado da estrada do Assungui, e sua principal atividade econômica era a agricultura, com o cultivo de centeio, milho, feijão e batata, que abastecia os mercados de toda a região.
Com o passar dos anos, a antiga colônia converteu-se numa região amplamente habitada e em 1975, com o Decreto
nº 774 aprovado na Câmara de Curitiba, transformou-se num dos bairros da cidade com seus limites estabelecidos administrativamente.
A denominação do bairro, que por sua vez era parte do nome da colônia, é uma homenagem ao presidente da Província, Adolfo Lamenha Lins, que implantou a colônia e outros núcleos coloniais nos arredores de Curitiba.